# Grense Jakobselv
Grense Jakobselv (sami septentrional: Vuorjánjohka, finès: Vuoremijoki) és una petita vila pertanyent administrativament al municipi de Sør-Varanger, al comtat noruec de Finnmark. Es troba a la costa del mar de Barents, a la desembocadura del riu Jakobselva. Es troba a uns 54 quilòmetres a l'est del poble de Kirkenes. La zona va ser poblada pels noruecs el 1851.

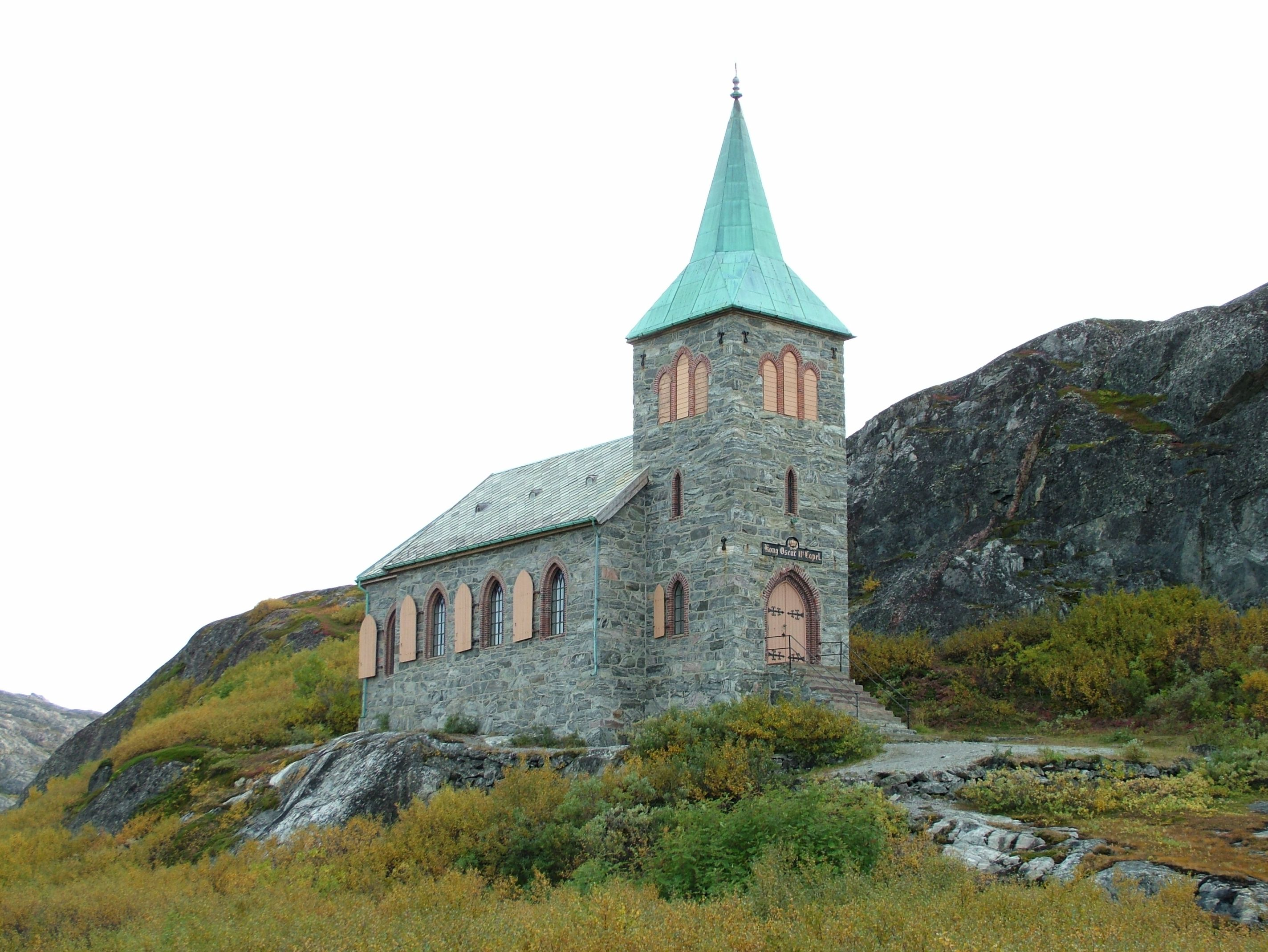
Capella del Rei Òscar II

El riu Jakobselva forma la frontera amb Rússia, al cantó est de Grense Jakobselv. Allà hi ha un petit lloc de la Guarnició de Sør-Varanger de l'Exèrcit noruec, des d'on els soldats patrullen la frontera. En aquesta àrea, però, no hi ha encreuament de la frontera pel públic.
Al poble, hi ha una capella de pedra construïda el 1869 anomenada capella del Rei Òscar II. L'església fou construïda per reforçar la demanda territorial de Noruega a la zona, i fou anomenada després que el rei Oscar de Suècia i Noruega fes una visita el 1873.
Grense Jakobselv és el punt més allunyat de la Noruega continental d'Oslo, la capital del país. És a 2.465 quilòmetres per una ruta totalment dins de Noruega. És prop de 500 quilòmetres més curt a través d'una ruta pels països veïns de Suècia i Finlàndia.